# Porsche 907
Porsche 907 är en sportvagn, tillverkad av den tyska biltillverkaren Porsche mellan 1967 och 1968.

## Porsche 907
Porsche 907 var en vidareutveckling av 910:an. Karossen hade fått förbättrad aerodynamik och förarplatsen hade flyttats från bilens vänstra sida till dess högra, vilket ger bättre viktfördelning på de flesta racerbanor som går medurs. Bilen introducerades i samband med Le Mans 24-timmars 1967.

## Porsche 909 Bergspyder

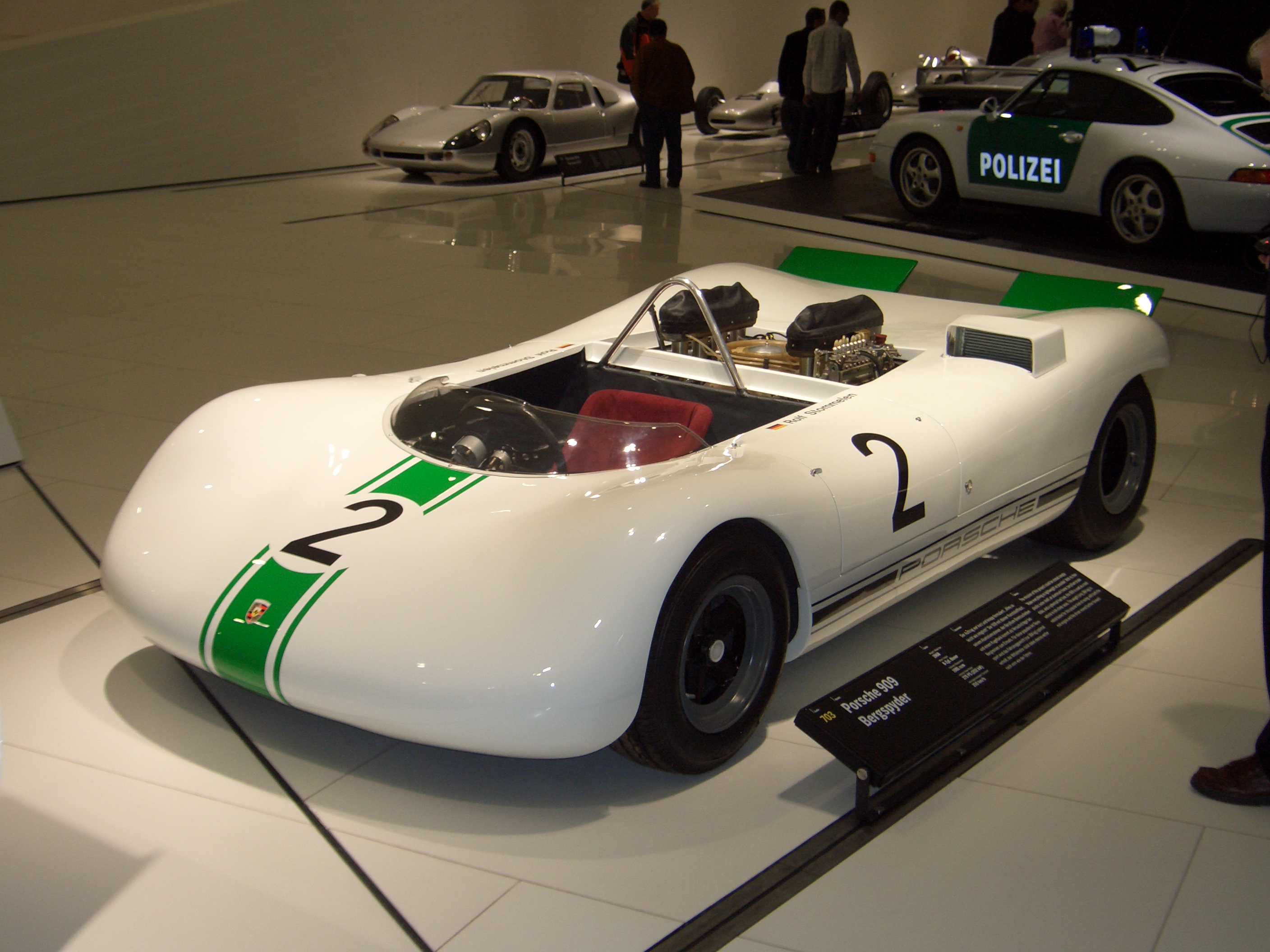
Porsche 909 Bergspyder.

Porsche 909 Bergspyder var en version framtagen speciellt för backtävlingar som var populära i Centraleuropa. Tekniken hämtades från den åttacylindriga 907:an.

## Tekniska data
| Tekniska data               | 907-6                                                            | 907-8                                                                 |
| --------------------------- | ---------------------------------------------------------------- | --------------------------------------------------------------------- |
| Motor:                      | 6-cylindrig boxermotor                                           | 8-cylindrig boxermotor                                                |
| Kylning:                    | Luftkylning                                                      | Luftkylning                                                           |
| Cylindervolym:              | 1991 cm³                                                         | 1981 cm³                                                              |
| Borrning x slaglängd:       | 80,0 x 66,0 mm                                                   | 76,0 x 54,6 mm                                                        |
| Max effekt vid varvtal:     | 220 hk vid 8 000 v/min                                           | 260 hk vid 8 800 v/min                                                |
| Max vridmoment vid varvtal: | 210 Nm vid 6 400 v/min                                           | 210 Nm vid 7 500 v/min                                                |
| Kompression:                | 10,3 : 1                                                         | 10,4 : 1                                                              |
| Ventilstyrning:             | En överliggande kamaxel per cylinderrad, 2 ventiler per cylinder | Dubbla överliggande kamaxlar per cylinderrad, 2 ventiler per cylinder |
| Bränslesystem:              | Bosch bränsleinsprutning                                         | Bosch bränsleinsprutning                                              |
| Växellåda:                  | 5-växlad manuell                                                 | 5-växlad manuell                                                      |
| Hjulupphängning fram & bak: | Dubbla tvärlänkar, skruvfjädrar, krängningshämmare               | Dubbla tvärlänkar, skruvfjädrar, krängningshämmare                    |
| Chassi & kaross:            | Fackverksram med plastkaross                                     | Fackverksram med plastkaross                                          |
| Hjulbas:                    | 230 cm                                                           | 230 cm                                                                |
| Torrvikt:                   | 600 kg                                                           | 600 kg                                                                |

## Tävlingsresultat

### Sportvagns-VM 1967
Porsche 907 debuterade säsongen 1967 i Le Mans 24-timmars. Bilen tog en klasseger genom Jo Siffert och Hans Herrmann.
Tillsammans med poängen tagna med föregångaren 910 vann Porsche lilla prototypklassen i sportvagns-VM.

### Sportvagns-VM 1968
Säsongen 1968 tävlade modellen parallellt med trelitersbilen 908. Porsche tog tre segrar med 907:an. Vid Daytona 24-timmars tog man en trippelseger, med Vic Elford / Jochen Neerpasch på första, Jo Siffert / Hans Herrmann på andra och Jo Schlesser / Joe Buzzetta på tredje plats. Vid Sebring 12-timmars kom en dubbelseger, med Jo Siffert / Hans Herrmann före Vic Elford / Jochen Neerpasch. Vid Targa Florio stod Vic Elford och Umberto Maglioli för segern.
Porsche slutade tvåa i världsmästerskapet, efter Ford.